# Conceitualização em semântica cognitiva
Conceitualização, em semântica cognitiva, é o processo dinâmico responsável pela produção de significado, que, segundo os teóricos da linguística cognitiva, envolve muito mais do que aspectos puramente linguísticos. Segundo esse princípio, os conceitos têm a ver com uma representação mental realizada pelo falante. As palavras não se referem aos objetos no mundo, necessariamente, como explicam as abordagens formais, a exemplo da Teoria  Referencial, pois conjunções são palavras e não apontam coisa alguma. E expressões linguísticas não são sempre composicionais, pois “o cara de pau não deu as caras” não pode ser entendida apenas a partir dos significados de cara e pau. Com base nesses argumentos, a semântica cognitiva concebe o significado linguístico como manifestação da estrutura conceitual.
Um dos aspectos relevantes para compreender como funciona o significado dentro da semântica cognitiva é a distinção entre conhecimento linguístico (significado linguístico) e conhecimento enciclopédico (significado enciclopédico), pois esta disciplina considera que não é possível estabelecer uma distinção absoluta entre semântica e pragmática. A semântica cognitiva afirma que toda vez que utilizamos uma palavra ou expressão, invocamos o conhecimento de mundo de forma ampla e flexível, sem necessidade de conhecer todo o significado linguístico do conceito para poder usá-lo.
Para a semântica cognitiva, o significado emerge da interação do nosso conhecimento enciclopédico, armazenado em categorias chamadas domínios, e da forma como manipulamos essas informações. Assim, toda a informação que temos sobre um conceito, e que armazenamos no seu domínio, será útil para a caracterização daquele conceito.

## Semântica cognitiva versus linguística cognitiva
A semântica cognitiva e a linguística cognitiva muitas vezes são entendidas como a mesma ciência, mas Evans e Green (2006) fazem uma distinção importante. Segundo as autoras, os estudos de base semântica dentro linguística cognitiva investigam, essencialmente, a estrutura conceitual e os processos de conceitualização, ou seja, o objetivo não é o estudo linguístico em si, mas o que ele pode revelar sobre a natureza do sistema conceitual. Já as abordagens gramaticais cognitivistas estão primordialmente preocupadas com o estudo da linguagem, e a partir da descrição  desse sistema linguístico, com base no que se sabe sobre a estrutura conceitual, entender como a linguagem funciona. De fato, o  core da linguística cognitiva é a semântica, e por isso, uma é entendida pela outra.
Autores como Silva (2004), posicionam a semântica cognitiva,  como uma das linhas de pesquisa da linguística cognitiva, que estuda o significado como conceitualização, e que é acompanhada por outras linhas, como a gramática cognitiva e a teoria dos protótipos, dentre outras. Já no contexto de estudos brasileiros, Ferrari (2011), afirma que a linguística cognitiva é um campo de estudo que prioriza a semântica em direção oposta a outras áreas de estudo -que adotam uma visão objetivista do significado-, e busca estabelecer uma semântica cognitiva, a qual sugere uma visão enciclopédica do significado.

## Conhecimento enciclopédico
Segundo o princípio do conhecimento enciclopédico, a linguagem se desenvolve junto com as nossas outras capacidades cognitivas e recorremos a elas para produzir sentido. Assim, as palavras são apenas pontos de acesso a todo o conhecimento que temos armazenado sobre o mundo, cuja organização se dá por meio de estruturas chamadas domínios. Alguns desses domínios podem ser básicos, ou seja, não precisam de outros domínios para serem conceitualizados, e se relacionam com experiências corporais pré-conceituais; outros deles são complexos e dependem de outros domínios.  É a partir desses domínios que selecionamos a perspectiva do conceito que se adequa ao contexto de fala.
Uma das estruturas que mediam esse acesso é a noção de frames desenvolvida por Fillmore. De acordo com essa perspectiva, saber uma palavra significa conhecer os frames individuais com os quais ela está associada, e tem a ver com o perfilamento dos participantes numa determinada cena. O frame aponta um contexto de ocorrência a partir das possibilidades de articulação dos itens lexicais. O frame evoca os eventos potenciais a partir de um item lexical. Ou seja, ele está com o cotovelo machucado desperta a possível sequência: caiu, o acidente foi no braço, sentiu dor, foi ao médico, etc. Essas estruturas de organização do conhecimento são uma estratégia para lidar com a grande quantidade de informação que acumulamos e que, devido às limitações da nossa memória, precisa ser categorizada.

## Categorização
A quantidade de conhecimento adquirido na nossa experiência com o mundo impõe um alto custo de processamento para a memória humana. Por isso, recorremos ao processo de categorização, através do qual agrupamos entidades semelhantes (objetos, pessoas lugares, etc.) em classes específicas.[carece de fontes?] Mas, ao agruparmos as entidades, percebemos que as categorias comportam membros que são parecidos, mas não exatamente iguais. Nessa fronteira estão, por exemplo, elementos como as baleias. Elas são mamíferos, mas compartilham algumas características com os peixes, como: viver na água e possuir nadadeiras. Baseada nessa noção de  compartilhamento de atributos, Rosch desenvolveu a teoria de protótipos . Segundo a autora, nossos conceitos se organizam em categorias radiais, com um membro central, que apresenta todos os atributos da categoria, e outros que vão se afastando mais para a fronteira à medida que perdem similaridade.
A categorização é, portanto, uma das habilidades cognitivas básicas. Através do estabelecimento de categorias, podemos aprender sobre os distintos membros de um grupo, usando apenas as informações um deles. A categorização permite acumular conhecimento sobre o mundo em categorias conceptuais, que podem ser usadas para realizar previsões sobre o funcionamento do mundo. Para a semântica cognitiva, a categorização deve ser vista como um processo dinâmico, pois os elementos de cada categoria, incluindo os protótipos, podem mudar em função dos categorizadores.

## Pensamento corporificado
Em seu trabalho introdutório sobre linguística cognitiva, autores como Cuenca e Hilferty (1999) afirmam que este paradigma analítico da linguística cognitiva difere de outros pelo princípio de que "as categorias linguísticas não são autônomas no que diz respeito à organização conceitual geral e mecanismos de processamento". Essa perspectiva está associada ao experiencialismo, que considera que a linguagem se baseia na experiência do mundo, em que o corpo humano cumpre uma função primordial de compreensão de conceitos. Isso tem sido chamado de natureza corpórea da linguagem, o que explicaria a intercompreensão entre pessoas de uma mesma comunidade de fala, em virtude de suas semelhanças; ou seja, "conceituação, que é condicionada pela experiência de nosso corpo, do mundo externo e de nossa relação com o mundo". É, portanto, uma perspectiva que na linguagem é concebida como meio de conhecer o mundo, por meio de diferentes mecanismos de processamento
Segundo Johnson, o que fornece uma ligação entre a experiência corporal e os domínios cognitivos mais altos, tais como a linguagem são os esquemas imagéticos- definidos como o  nível mais primitivo da estrutura cognitiva. Assim, compõem a essência do nosso sistema conceitual, que se organiza metaforicamente. Ou seja, por serem tão essenciais para nossa conceitualização do mundo, os esquemas são projetados, através da metáfora, para a linguagem. A exemplo disso, entendemos o conceito altamente confidencial a partir do conceito altura, uma noção esquemático-imagética cuja percepção está ancorada no nosso próprio corpo.